# Oruawharo (fleuve)

Le fleuve Oruawharo  (en anglais : Oruawharo River) est un cours d’eau de la  Péninsule de Northland dans l’Île du Nord de la  Nouvelle-Zélande.

## Géographie
Il s’écoule vers l’ouest dans Kaipara Harbour, à l’ouest de la ville de Wellsford. Il  forme une partie  de la frontière entre la région du  Northland et de la région d’ Auckland.